# 華榮能源
中國華榮能源股份有限公司，簡稱中國華榮能源股份、中國華榮能源，以及華榮能源（英語：China Huarong Energy Company Limited，港交所：1101），前身「中國熔盛重工集團控股有限公司」，成立於2005年, 創辦人為張志熔和陳強，現任董事會主席為陳強。集團主要從事造船、海洋工程、船用發動機製造及工程機械的業務，專注於石油及天然氣相關客戶及市場。根據2010年年報所提及，其中巴西、中國、德國、土耳其業務比重最多的，也是中國最快增長的民營船舶企業。二〇〇九年根據英國權威海事機構克拉克松的報告顯示，以手持訂單計算，熔盛重工是中國目前最大的民營造船企業。
中國熔盛重工在2012年10月在新加坡設立子公司，名為熔盛海事，旨在專注實現其升級轉型的發展戰略，集中開發高增值和需要急速增長的海洋工程業務，同年十一月在港交所上市，集資一百四十億元。。
主营业务中動力工程及工程機械分别对应的工厂是合肥熔安动力机械有限公司和熔盛机械有限公司。
收购全柴动力过程中，一拖再拖，最后放弃收购。因招致持有全柴动力股票的投资机构及其散户股民反感，投诉至中国证监会正在调查中及江苏省高级人民法院二审判熔盛重工胜诉及兴全基金败诉。
2013年7月31日熔盛重工建議向鄭裕彤御用的鼎珮投資， 發行14億元可換股債券，這批可換股債券於2016年到期， 年息率7厘; 換股價1元，較30日收市價0.82元溢價21.95%，反映長遠看好熔盛前景。涉及換股股份佔擴大股本的16.67%， 若全數兌換鄭裕彤將成為熔盛第二大股東， 緊次於大股東張志熔的24.43%。
2015年陷財務危機，發生員工追討欠薪水及罷工事件。2016年2月向22間債權銀行發行141億股，向1000間供應商債權人發行30億股，以抵銷171億元人民幣債務，此輪債轉股完成後，中國銀行將成為華榮能源的最大股東，持股佔比例達14%。

## 主要股東
- 張志熔29.32%
- 熔盛重工主席兼首席執行官陳強16.66%
- 張志熔父親張德璜11.43%

## 外部連結
- huarongenergy.com.hk （页面存档备份，存于）
- 熔盛重工
- 合肥熔安动力机械有限公司 （页面存档备份，存于）
- 熔盛机械有限公司